# Октябрьский (Курганская область)
Октябрьский — посёлок в Шатровском муниципальном округе Курганской области России.

## География
Посёлок находится на севере Курганской области, в пределах юго-западной части Западно-Сибирской равнины, в подтаёжно-лесостепной зоне в Боровлянском Бору, на у озера Большое Травное, на расстоянии примерно 50 километров (по прямой) к юго-востоку от села Шатрова, административного центра района.

### Климат
Климат характеризуется как континентальный, с холодной продолжительной малоснежной зимой и коротким тёплым сухим летом. Среднегодовая температура — 0,3 °C. Средняя температура воздуха самого холодного месяца (января) составляет −14 — −4 °C (абсолютный минимум — −43 °С); самого тёплого месяца (июля) — 12 — 21 °C (абсолютный максимум — 37 °С). Безморозный период длится в среднем 133 дня. Годовое количество атмосферных осадков — 410 мм, из которых большая часть выпадает в тёплый период. Снежный покров держится около 148 дней.

## История
Посёлок возник в 1947 году как одно из отделений Баринского леспромхоза. До 1970-х годов был соединен с селом Барино узкоколейной железной дорогой.

## Население
| 1989 | 2002 | 2010 |
| ---- | ---- | ---- |
| 222  | ↘40  | ↘0   |

### Национальный состав
Согласно результатам Всероссийской переписи населения 2002 года, в национальной структуре населения русские составляли 97 %.